# راکیناتس
راکیناتس (به صربی: Rakinac) یک منطقهٔ مسکونی در صربستان است که در ولیکا پلنا واقع شده‌است. راکیناتس ۱٬۱۰۰ نفر جمعیت دارد.